# Oszétok

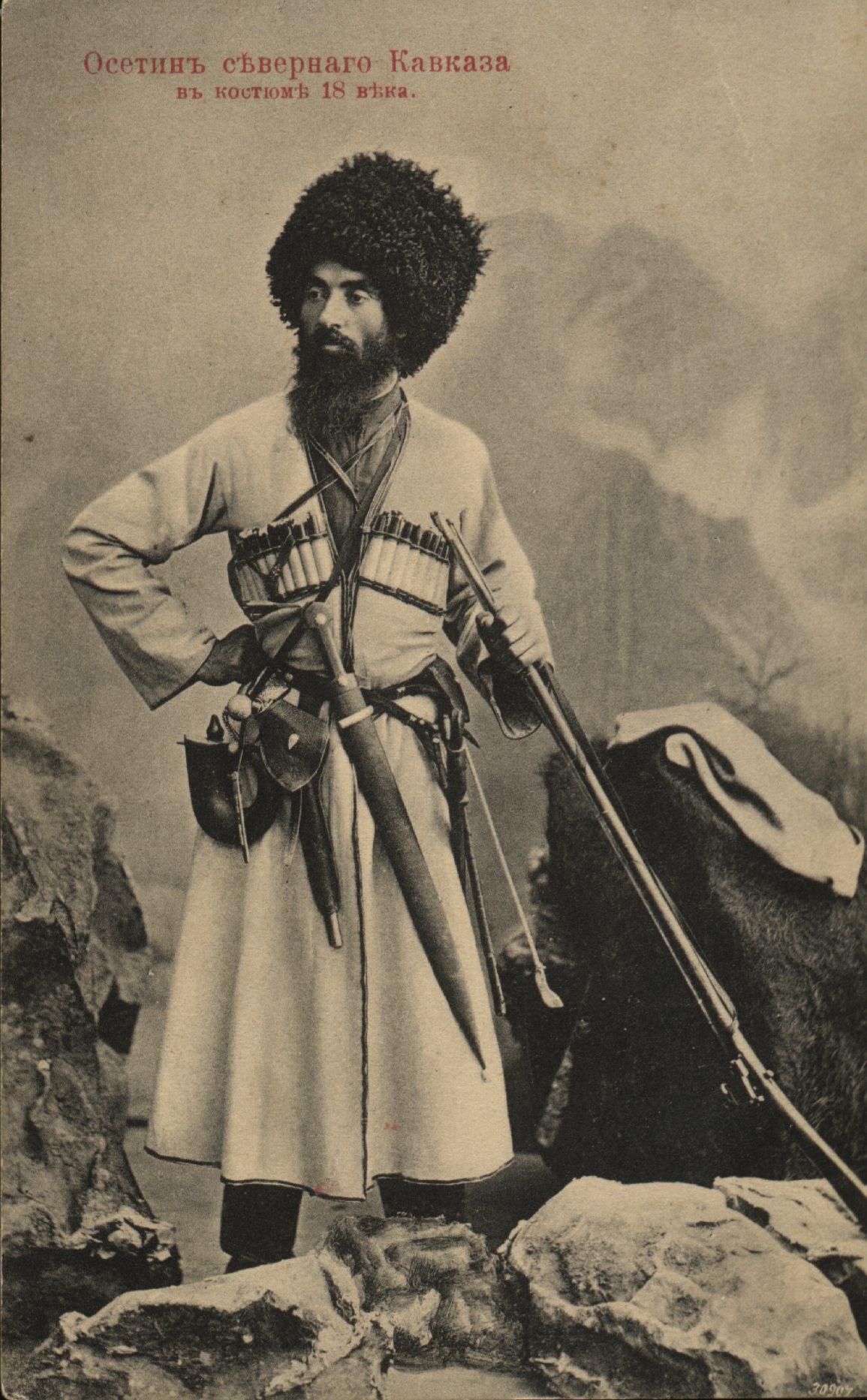
Észak-kaukázusi oszét viselet (18. század)

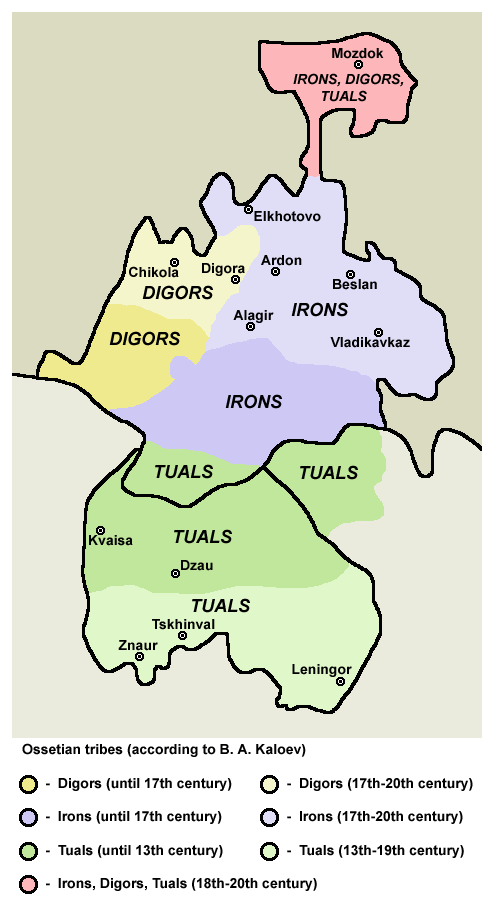

Az oszétek – oszét nyelven irættæ – az iráni nyelvű népek csoportjához tartozó nép. Elsősorban a Kaukázus északi lejtőin elhelyezkedő Oszétiában élnek.
Becsült számuk mintegy hétszázezer. Többségében, mintegy ötszázezren az Oroszországhoz tartozó Észak-Oszétia-Alánia köztársaságban élnek: mintegy 65 ezren a Grúziától elszakadt Dél-Oszétiában (1989-es adat), és mintegy 38 ezren Grúzia más vidékein.
A grúz–oszét ellentét miatt sok oszét elhagyta lakóhelyét, 1989 óta azonban nincsenek adataink Dél-Oszétia népességéről. Jelentős, mintegy százezres oszét kisebbség él Törökországban.
Az oszéteket a tudomány képviselői általában a szarmatáknak vagy alánoknak is nevezett ászik, avagy jazigok, jászok leszármazottainak vélik. A valóságban azonban az oszétek a nevezett szkíta nép Kaukázusban letelepedett csoportjának hűbéres szövetségesei voltak. Az oszétek magukat ironoknak nevezik. A jasz nevet az oroszok, az oszét nevet pedig a grúzok adták nekik.
A Magyarországra a 13. században betelepült jászok többek között magukkal ragadtak kisebb iron, vagyis oszét csoportokat is, s ezek képviselői az oszét nyelv egyik nyelvjárását beszélték a 16. századig.
Az oszétek az iráni nyelvek közé tartozó oszét nyelvet beszélik – legközelebbi nyelvrokonuk a tádzsikisztáni jagnobi nép –, és a cirill ábécét használják. Többségében ortodox keresztények, de sok közöttük a muszlim is.

## Nevük
Nemzetközi nevük, az oszét grúz eredetű. Az oroszok a 14. század előtt jaszoknak nevezték őket. E megnevezéseket – hűbéruraik (ászik, avagy jazigok, jászok) címe nyomán – szomszédaik aggatták rájuk.

## Történetük
Az oszétek őseinek vélt szkíta ászik, az alán szövetség részesei, a Kr. e. 2. században jelentek meg a kelet-európai pusztán. A Kaukázus vidékén letelepedett csoportok megőrizték függetlenségüket a gótok (2. század), illetve a hunok (4. század) hódításai után is.
A kaukázusi alánok erős királyságot hoztak létre a Kaukázus északi lejtőin, a Dariel-szoros és a Kubány folyó forrásvidéke között, s leigázták a nevezett területen élő népet, az ironok őseit.
A kaukázusi alánok és hűbéreseik a 12. században – a grúzok és a Bizánci Birodalom mintájához igazodva – részben kereszténnyé lettek. Akik közülük az iszlám vallást vették át, azok leszármazottai többnyire a szunnita ághoz tartoznak.
A 8. században jött létre a Kaukázusban Alánia királysága, nagyjából a későbbi Cserkeszföld és a mai Észak-Oszétia helyén. Virágkorában jelentős katonai erővel bíró központosított monarchia volt, amely jövedelmeket húzott a Selyemúton zajló kereskedelemből. A mongolok támadásai a 13. században felszámolták az alánok kaukázusi királyságát, s szkíta lakói szétszóródtak a kelet-európai pusztán. Egy nagyobb csoportjuk – magával ragadva kisebb iron csapatokat is – a kunokhoz csatlakozott, s a magyarok országában lelt hazára.
Az oszéteknek címzett ironok a Kaukázus hegyei közé menekültek, s ezek után három különálló területi egységben éltek:
- Nyugaton Digor a szomszédos, mozlim kabardok befolyása alá került. Digor két fő kerülete a mai Észak-Oszétiában Digora (központja Digora város) és Iraf (központja Chikola). Digora keresztény, Iraf részben mozlim. A Digorban beszélt nyelvjárás neve Digor, ez az oszét nyelv legősibb változata.
- Északon Iron, amely Digorral együtt a mai Észak-Oszétiát alkotja, amely már 1767 óta orosz fennhatóság alatt áll. Az iron az oszét nyelv fiatal változata, az oszétek irodalmi és írott nyelve.
- Délen Kudar, Grúzia központi Felső-Kartli régiójában. Miután Oroszország 1801-ben bekebelezte Grúziát, ebből a területből jött létre a tifliszi kormányzóságon belül 1846 és 1859 közt fennállt oszét okrug (körzet). 1922-ben a grúz szovjetköztársaságon belül Dél-Oszétia néven a terület autonómiát kapott.

Legújabb kori történelmük során az oszétek részesei voltak az oszét–ingus viszálynak (1991–1992) és a grúz–oszét ellentéteknek (1918–1920, az 1990-es évek eleje. A 2004. évben Észak-Oszétia volt a helyszíne a beszláni vérfürdőnek, amelynek során 2004 szeptemberében egy iskolában 334 polgári áldozatot szedett – köztük 186 gyermek – az 1100 embert túszul ejtő csecsen fegyveresek és az orosz biztonsági erők közti összecsapás.

## Galéria

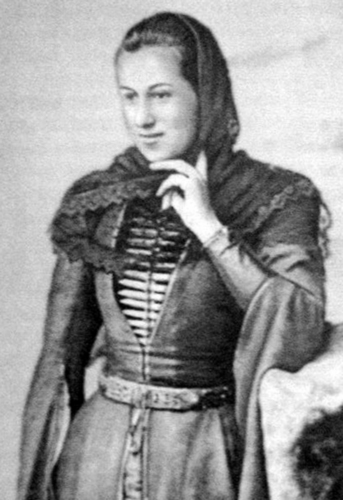
Oszét nő népviseletben, 20. század eleje.
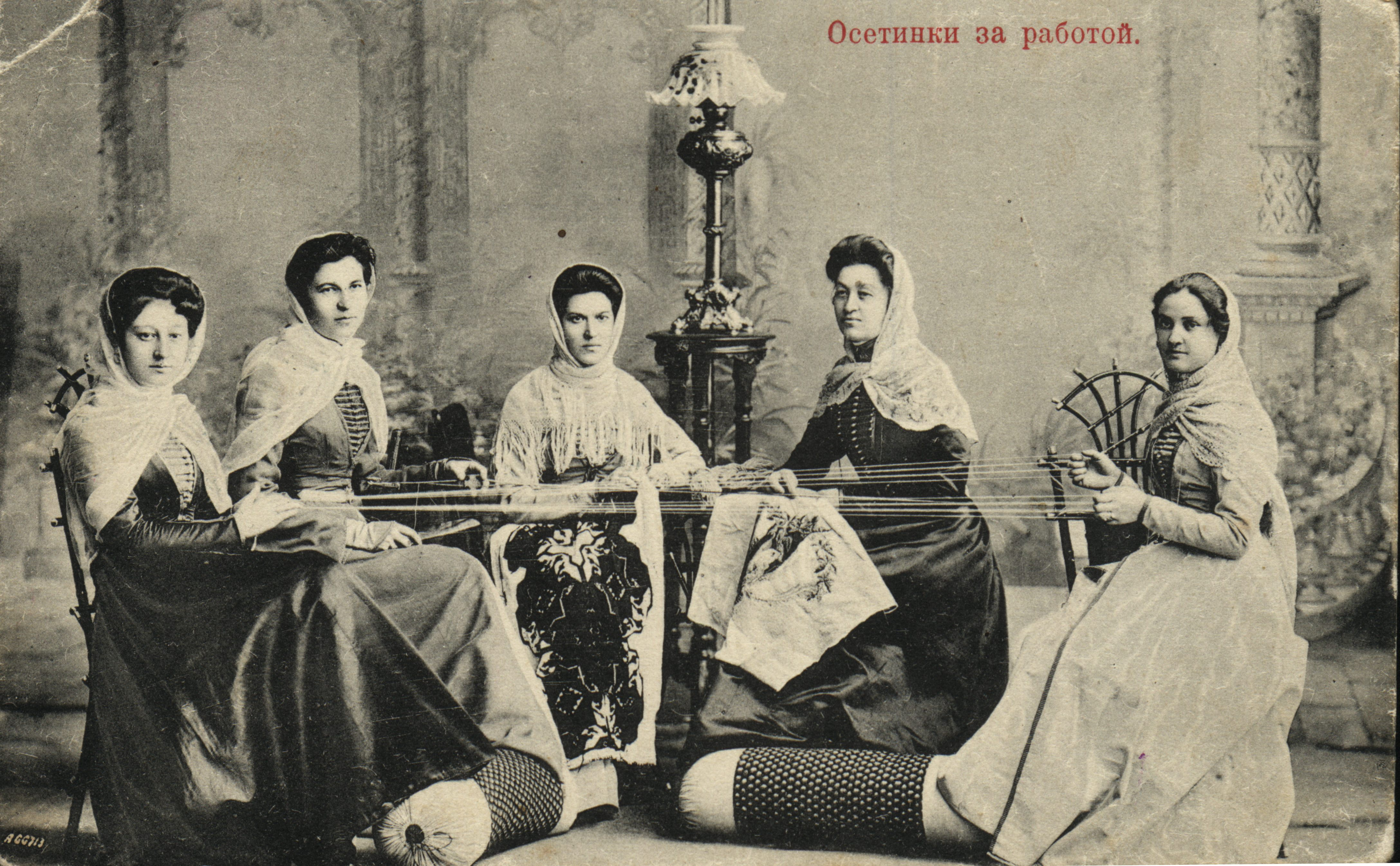
Oszét nő munka közben (19. század)
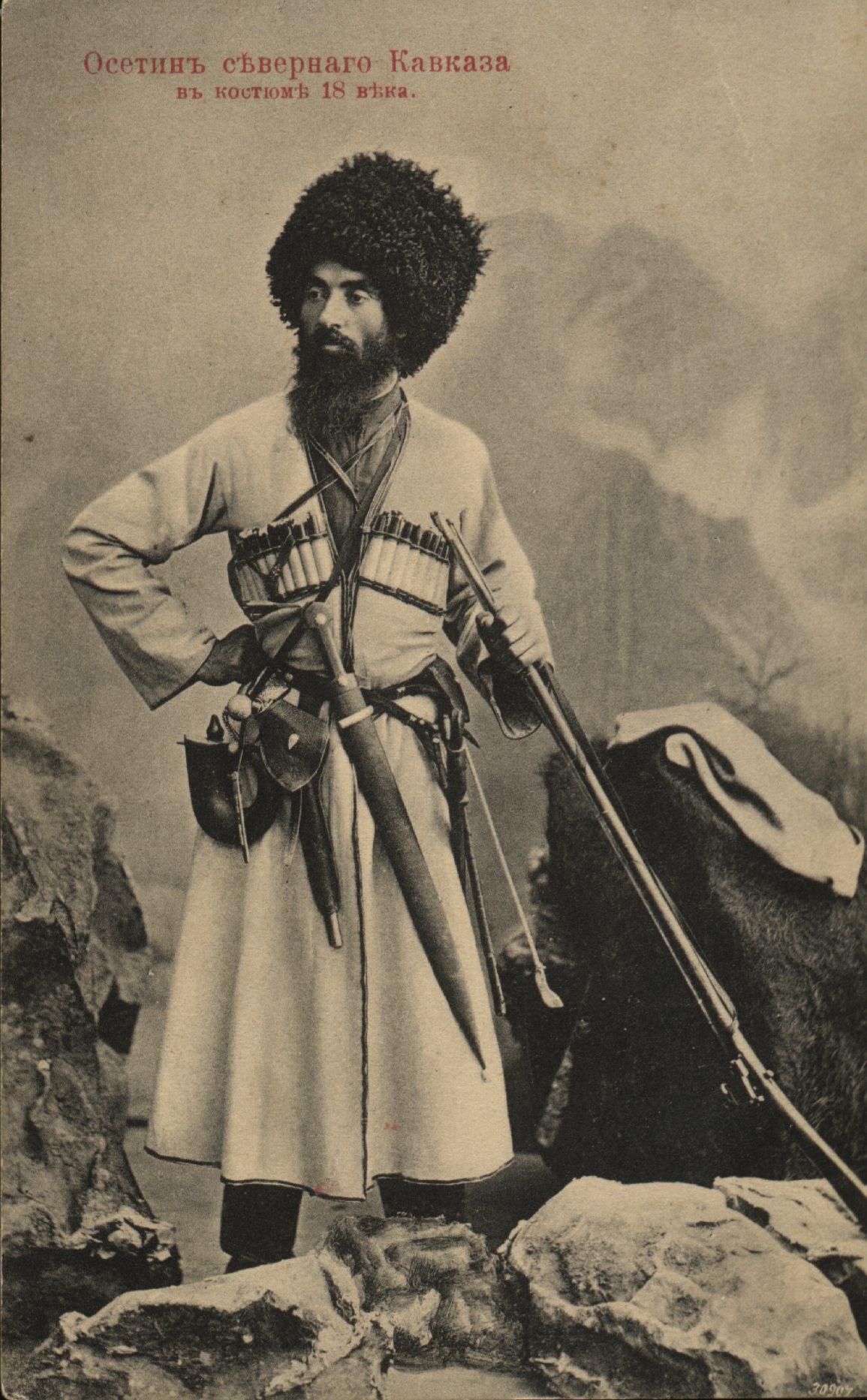
18. századi észak-kaukázusi oszét viselet
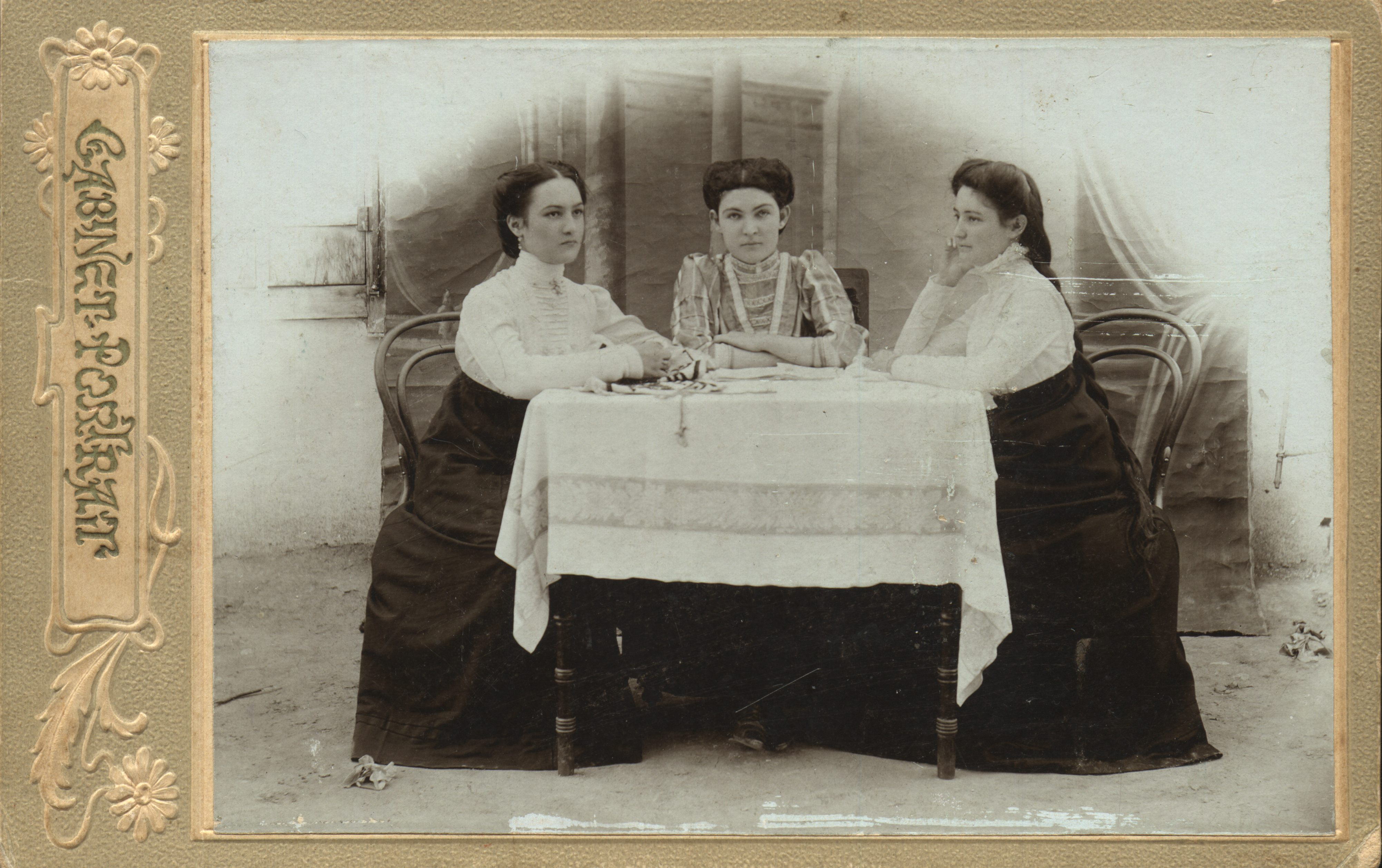
Három oszét tanár (19. század)